# Kathrin Schweinberger
Kathrin Schweinberger (Jenbach, 29 ottobre 1996) è una ciclista su strada e pistard austriaca che corre per il team Human Powered Health. Attiva in formazioni UCI dal 2018, ha vinto due titoli nazionali su strada.
È la sorella gemella della ciclista Christina Schweinberger.

## Palmarès

### Strada
- 2013 (Juniores)

Campionati austriaci, Prova a cronometro Junior
- 2014 (Juniores)

Campionati austriaci, Prova a cronometro Junior
Campionati austriaci, Prova in linea Junior
- 2018 (Health Mate-Cyclelive Team, una vittoria)

2ª tappa Tour of Uppsala (Uppsala > Uppsala)
- 2020 (Doltcini-Van Eyck Sport, una vittoria)

Campionati austriaci, Prova in linea Elite
- 2021 (Doltcini-Van Eyck-Proximus, una vittoria)

Campionati austriaci, Prova in linea Elite
- 2024 (Ceratizit-WNT Pro Cycling Team, una vittoria)

Dwars door de Westhoek

#### Altri successi
- 2018 (Health Mate-Cyclelive Team)

Classifica a punti Tour of Uppsala
- 2024 (Ceratizit-WNT Pro Cycling Team)

Int. Radkriterium Rund um den Liebfrauenberg

### Pista
- 2013

Campionati austriaci, Omnium
Campionati austriaci, 500 metri a cronometro
Campionati austriaci, Scratch
- 2020

Campionati austriaci, Omnium
- 2022

Campionati austriaci, Omnium
Campionati austriaci, Americana (con Verena Eberhardt)
Campionati austriaci, Corsa a punti
Campionati austriaci, Scratch

## Piazzamenti

### Grandi Giri
- Giro d'Italia

2024: 92ª
- Tour de France

2022: 99ª
2023: 100ª
2024: 96ª

### Competizioni mondiali
- Campionati del mondo su strada

Toscana 2013 - In linea Junior: ritirata
Ponferrada 2014 - In linea Junior: 64ª
Bergen 2017 - In linea Elite: ritirata
Yorkshire 2019 - In linea Elite: ritirata
Fiandre 2021 - Staffetta mista: 12ª
Fiandre 2021 - In linea Elite: ritirata
Wollongong 2022 - In linea Elite: non partita
Glasgow 2023 - Staffetta mista: 9ª
Glasgow 2023 - In linea Elite: 38ª
Zurigo 2024 - Staffetta mista: 10ª
Zurigo 2024 - In linea Elite: ritirata

### Competizioni europee
- Campionati europei su strada

Nyon 2014 - In linea Junior: 17ª
Tartu 2015 - In linea Under-23: 42ª
Herning 2017 - In linea Under-23: 18ª
Brno 2018 - In linea Under-23: ritirata
Glasgow 2018 - In linea Elite: ritirata
Alkmaar 2019 - In linea Elite: 35ª
Plouay 2020 - In linea Elite: ritirata
Trento 2021 - Staffetta mista: 5ª
Monaco di Baviera 2022 - In linea Elite: 78ª
Limburgo 2024 - In linea Elite: 6ª
- Campionati europei su pista

Monaco di Baviera 2022 - Scratch: 12ª
Monaco di Baviera 2022 - Corsa a punti: 13ª
Monaco di Baviera 2022 - Americana: 12ª
Grenchen 2023 - Omnium: 19ª
Grenchen 2023 - Americana: ritirata
- Giochi europei

Minsk 2019 - In linea: 11ª